# Meloúseia
Meloúseia är en ort i Cypern.   Den ligger i distriktet Eparchía Lárnakas, i den östra delen av landet, 23 km sydost om huvudstaden Nicosia. Meloúseia ligger 121 meter över havet och antalet invånare är 390. Den ligger på ön Cypern.
Terrängen runt Meloúseia är huvudsakligen platt, men söderut är den kuperad. Trakten runt Meloúseia är ganska glesbefolkad, med 26 invånare per kvadratkilometer. Närmaste större samhälle är Larnaca, 17,5 km söder om Meloúseia. Trakten runt Meloúseia består till största delen av jordbruksmark.